# The Six Best Cellars
The Six Best Cellars er en amerikansk stumfilm fra 1920 af Donald Crisp.

## Medvirkende
- Bryant Washburn som Henry Carpenter
- Wanda Hawley som Millicent Carpenter
- Clarence Burton som Ed Hammond
- Elsa Lorimer som Mrs. Hammond
- Josephine Crowell som Mrs. Teak
- Frederick Vroom som Mr. Teak
- Jane Wolfe som Virginia Jasper
- Richard Wayne som H. Sturtevant Jordan
- Julia Faye som Mrs. Jordan
- Howard Gaye som Tommy Blair
- Zelma Maja som Mrs. Blair
- J. Parker McConnell som Harris
- Ruth Ashby som  Mrs. Harris
- Allen Connor som McAllister
- Lorie Larson som Mrs. McAllister